# Bopyrus squillarum
Bopyrus squillarum es una especie de crustáceo isópodo marino de la familia Bopyridae.

## Distribución geográfica
Se distribuye por el Atlántico nororiental y el mar Mediterráneo. De adulto es parásito de crustáceos decápodos del género Palaemon.